# Eecke
Eecke é uma comuna francesa na região administrativa de Altos da França, no departamento do Norte. Estende-se por uma área de 10.29 km². Em 2010 a comuna tinha 1 246 habitantes (densidade: 121,1 hab./km²).